# Marinstaben (gamla)
Marinstaben (MS) var en högre ledningsstab inom svenska marinen som verkade i olika former åren 1908–1994. Förbandsledningen var förlagd i Stockholms garnison i Stockholm.

## Historik
Marinstaben leder sitt ursprung från 1884, då ett förnyat reglemente för flottan bestämdes, att chefen för Sjöförsvarsdepartementet i rent militära frågor skulle biträdas av "chefen för Flottans stab", en högre sjöofficer, till vars förfogande ställdes ett mindre antal kommendörkaptener, kaptener och löjtnanter vid flottan. Först den 29 maj 1896 fick "Flottans stab" en fast organisation. År 1902 upprättades Kustartilleriet, vilket införlivades med Flottan, vilka tillsammans den 31 december 1902 erhöll den gemensamma benämningen marinen. Den 1 januari 1908 ändrades namnet från Flottans stab till Marinstaben.
Som ett resultat av 1936 års försvarsbeslut tillkom den 1 juli 1937 befattningen Chef för marinen (CM). Fram till 1981 var Chef för marinen del av Marinstaben. Den 1 juli 1981 omorganiserades verksamheten, där Chefen för marinen blev en egen stab och myndighet. Namnet Marinstaben övertogs av en ny stabsorganisation och myndighet, vilken bildades vid samma tidpunkt. Den 30 juni 1994 upplöstes och upphörde Marinstaben som stab och myndighet. I dess ställe bildades den 1 juli 1994 Marinledningen ingåendes i det nybildade Högkvarteret.
I februari 2018 föreslog Försvarsmakten i sitt budgetunderlag för 2019 till regeringen en omorganisation av Försvarsmaktens ledning. Förslaget var bland annat utformat med en ny ledning och nya organisationsenheter på nya orter. Det för att ge bättre förutsättningar för en robust och uthållig ledning. De nya organisationsenheter som Försvarsmakten önskade bilda föreslogs benämnas arméstaben, flygstaben samt marinstaben. Dessa skulle bildas genom en sammanslagning av produktionsledning och insatsledning, samt andra kompletterande delar från bland annat Högkvarteret och Försvarets materielverk. Staberna föreslogs bildas den 1 januari 2019 och ledas under en arméchef, en marinchef och en flygvapenchef.

## Förläggningar och övningsplatser
Marinstaben var fram till 1942 lokaliserad till Birger Jarlsgatan 7 i Stockholm. Huvuddelen av Marinstaben var åren 1943–1981 belägen i byggnaden Tre Vapen på Banérgatan 62-64 samt på sju andra platser i Stockholmsområdet. År 1981 flyttades till byggnaden "Bastionen" vid Lidingövägen 24 i Stockholm.
Lokaliseringsort för den nya marinstaben föreslogs av Försvarsmakten att etableras på Musköbasen i Haninge garnison.

## Förbandschefer
Förbandschefen titulerades Chefen för marinstaben och hade tjänstegraden generalmajor.

- 1907–1911: Theodor Carl Adam Sandström
- 1911–1913: Sten Ankarcrona
- 1913–1916: Ludvig Sidner
- 1916–1927: Henning von Krusenstierna
- 1927–1936: Otto Lybeck
- 1936–1937: Charles de Champs
- 1937–1939: Gösta Ehrensvärd
- 1939–1942: Yngve Ekstrand
- 1942–1945: Helge Strömbäck
- 1945–1950: Erik Anderberg
- 1950–1953: Ragnar Wetterblad
- 1953–1957: Bertil Berthelsson
- 1957–1960: Einar Blidberg
- 1960–1961: Åke Lindemalm
- 1961–1964: Oscar Krokstedt
- 1964–1968: Henrik Lange
- 1968–1970: Bo Westin
- 1970–1972: Gunnar Eklund
- 1972–1984: Bo Varenius
- 1984–1987: Torsten Engberg
- 1987–1994: Lars G. Persson

## Namn, beteckning och förläggningsort
| Marinstaben | 1908-07-01 | – | 1994-06-30 |

| MS | 1908-07-01 | – | 1994-06-30 |

| Stockholms garnison | 1908-07-01 | – | 1994-06-30 |